# Лео Боржес (футболист, 2001)
Леона́рдо Бо́ржес да Си́лва (порт.-браз. Leonardo "Léo" Borges da Silva, более известный, как Лео Боржес (порт.-браз. Léo Borges) род. 3 января 2001, Пелотас, Риу-Гранди-ду-Сул) — бразильский футболист, защитник клуба «Погонь».

## Клубная карьера
Боржес — воспитанник клуба «Интернасьонал». 10 февраля 2021 года в матче против «Спорт Ресифи» он дебютировал в бразильской Серии A. Летом того же года Лео на правах аренды перешёл в состав дублёров португальского «Порту». 14 августа в матче против «Каза Пия» он дебютировал Сегунда лиге. 
Летом 2022 года Боржес перешёл в щецинскую «Погонь». 31 августа в матче против «Ракува» он дебютировал в польской Экстраклассе. 26 апреля 2024 года в поединке против «Ягеллонии» Лео забил свой первый гол за «Погонь». 